# Juken jutsu
Le juken jutsu (銃剣術, jūkenjutsu) est une technique de combat à la baïonnette, développée dans l'armée japonaise sous l'ère Meiji. Elle est abandonnée à la fin de la Seconde Guerre mondiale en étant prohibée par les forces d'occupation américaines au Japon. La technique se retrouve toutefois au niveau sportif avec le jukendo.

## Personnalités connues dujuken jutsu
- Morihei Ueshiba a été instructeur de juken jutsu dans l'armée japonaise.